# Пастыри ночи
«Па́стыри но́чи» (порт. Os Pastores da Noite) — роман классика бразильской литературы и академика Бразильской академии литературы Жоржи Амаду, завершённый и впервые опубликованный в 1964 году. Первый перевод на русский язык Ю. А. Калугина публиковался в журнальном варианте под названием «Мы пасли ночь» (1966), в том же году последовал книжный выпуск под названием «Пастыри ночи». Отдельные новеллы романа печатались как независимые произведения во 2-м (1982) и 3-м (1987) томах собраний сочинений писателя. Французский кинорежиссёр Марсель Камю снял по роману кинофильм Otalia de Bahia, вышедший на экраны Франции в 1976 году.

## Описание
Роман создавался с конца 1963 года до начала 1964 года в Салвадоре и вышел первым изданием в июле 1964 года. «Пастыри ночи» может расцениваться как роман из трёх частей с задействованием одних и тех же персонажей при соблюдении единства времени и места действия. Кроме того, произведение рассматривается как сборник самостоятельных новелл или повестей. «Пастыри ночи» включают три новеллы (или повести):
- «Подлинная и подробная история женитьбы капрала Марти́на, богатая событиями и неожиданностями, или Романтик Курио́ и разочарования вероломной любви»
- «Интервал для крещения Фелисио, сына Масу́ и Бенедиты, или Кум Огуна»
- «Захват холма Мата-Гато, или Друзья народа»

Действие новелл происходит в Салвадоре — в порту, на улицах и в кабачках, на террейру (площадках) кандомбле и в кругах капоэйры. В первой части (новелле) слух о женитьбе капрала Марти́на на Мариалве взбудораживает Баию и доходит до соседнего штата Сержипи. Своей привлекательностью красавица Мариалва вызывает интерес многих мужчин, Курио́ влюбляется в жену своего лучшего друга Марти́на. Любимец женщин капрал Марти́н помогает юной проститутке Оталии разыскать и вернуть свой чемодан.
Во второй части могучий и огромный негр Массу́ усыновляет ребёнка проститутки Бенедиты, с которой имел мимолётную связь. Крёстным отцом голубоглазого мальчика становится ориша Огун.
В третьей новелле обитатели холма Мата Гату (Mata Gato) вынуждены защищать свои жилища и противостоять полиции, поскольку хозяин земельного участка раздобыл разрешение на их изгнание.
В Бразилии роман «Пастыри ночи» выдержал около 50 переизданий. На языке оригинала публиковался в Португалии. Переведён на английский, болгарский, венгерский, иврит, испанский, итальянский, немецкий, голландский, польский, румынский, русский, словацкий, словенский, турецкий, финский, французский, чешский языки. В СССР также как и в Бразилии роман выходил целиком, кроме того новеллы публиковались отдельно в собраниях сочинений писателя.
В 1977 году была произведена запись чтения автором отрывков романа для Библиотеки Конгресса США.

## Издания
Первое издание на языке оригинала
- Amado J. Os Pastores da Noite / capa de Clóvis Graciano, ilustrações e frontispício de Aldemir Martins e retrato do autor por Carlos Scliar. — São Paulo : Livraria Martins Editora, 1964. — 320 p.

На русском языке
- Амаду Ж. Мы пасли ночь / Пер. с порт. Ю. А. Калугина // Иностранная литература : Литературно-художественный журнал. — М., 1966. — ISSN 0130-6545. № 2, 3.
- Амаду Ж. Пастыри ночи = Os pastôres da noite / Пер. с порт. Ю. А. Калугина; предисловие Л. С. Осповат; ред. Л. Борисевич. — М. : Прогресс, 1966. — 328 с.

Издания отдельных новелл
- Амаду Ж. Интервал для крещения Фелисио, сына Масу и Бенедиты, или Кум Огуна / Пер. с порт. Ю. А. Калугина // Избранные произведения : в 2 т. / Сост. И. А. Тертерян. — М. : Художественная литература, 1982. — Т. 2. — С. 499—550. — 584 с. — 100 000 экз.
- Амаду Ж. Захват холма Мата-Гато, или Друзья народа / Пер. с порт. Ю. А. Калугина // Избранные произведения : в 2 т. / Сост. И. А. Тертерян. — М. : Художественная литература, 1982. — Т. 2. — С. 337—452. — 584 с. — 100 000 экз.
- Амаду Ж. Захват холма Мата-Гато, или Друзья народа // Собрание сочинений : в 3 т. / Жоржи Амаду ; сост., предисл. И. А. Тертерян; пер. с порт. Ю. А. Калугина. — М. : Художественная литература, 1987. — Т. 3. — С. 7—116. — 527 с.

## Экранизации
- 1976 — Otalia de Bahia, кинофильм французского кинорежиссёра Марселя Камю студии Orfée Arts-Claire Duval снимался в Салвадоре, на экранах Бразилии показан в 1977 году[1] под названием Os pastores da noite[3]
- 2002 — Pastores da Noite, бразильский мини-сериал режиссёра Maurício Farias из 4-х серий (O Casamento do Cabo Martim, O Cumpadre de Ogum, A Paixão de Curió и Um Vestido para Otália) при участии Эдуарду Московиса (капрал Марти́н), Лазару Рамуса (Массу́), Фернанды Монтенегру (Тиберия), Стениу Гарсии (Шалуб), Камилы Питанги (Мариалва), Милтона Гонсалвеса (каноник), Даниэлы Уинитс (мадам Беатрис), Родригу Сантору (падре Гомес) и других актёров[4]